# Howie Williams
Howard Earl "Howie" Williams (New Ross, 29 oktober 1927 – Phoenix, 25 december 2004) was een Amerikaans basketballer. Hij won met het Amerikaans basketbalteam de gouden medaille op de Olympische Zomerspelen 1952.
Williams speelde voor het team van de Purdue-universiteit en de Peoria Caterpillars. Tijdens de Olympische Spelen speelde hij 8 wedstrijden, inclusief de finale tegen de Sovjet-Unie. Gedurende deze wedstrijden scoorde hij 26 punten.
Na zijn carrière als speler was hij werkzaam bij Caterpillar, de sponsor van zijn laatste team.